# Epicypta angazidziana
Epicypta angazidziana är en tvåvingeart som beskrevs av Loïc Matile 1979. Epicypta angazidziana ingår i släktet Epicypta och familjen svampmyggor. Inga underarter finns listade i Catalogue of Life.